# Ospedale San Carlo
L'Azienda Ospedaliera Regionale “San Carlo”, semplicemente noto come Ospedale San Carlo, è un'azienda ospedaliera pubblica della città di Potenza.
È uno degli ospedali più estesi del Mezzogiorno, con una superficie coperta di 128.000 metri quadri coperti, 1900 dipendenti (di cui 400 medici e 1000 infermieri), 50.000 accessi di pronto soccorso e 750 posti letto.
È situato nella zona ospedaliera della città, nel quartiere di Macchia Romana.

## Storia
L'ospedale San Carlo nasce nel 1810 grazie a Gioacchino Murat, Re di Napoli, ed ebbe la sua prima sede nel castello Guevara, nell'attuale largo beato Bonaventura, nel centro storico di Potenza. La prima sede ospedaliera fu demolita negli anni sessanta del XX secolo per costruire un edificio scolastico.

### Origine del nome
Molto probabilmente si deve il nome di "San Carlo" alla devozione che i frati cappuccini ai quali Beatrice Guevara donò il castello, avevano nei confronti di san Carlo Borromeo, al quale avevano dedicato una cappella.

### Le sedi
La primissima sede fu presso il castello Guevara, nel centro della città. Nel 1933 fu spostata nel rione Santa Maria, nei padiglioni destinati a ospitare il complesso manicomiale e che oggi sono occupati da alcuni uffici della Provincia di Potenza. Alla metà degli anni settanta fu iniziata la costruzione dell'attuale complesso ospedaliero di Macchia Romana. Il progetto architettonico è del professor Sergio Lenci, vincitore del concorso bandito nel 1967.

## Unità operative
Le U.O. attive all'ospedale San Carlo sono: 
- Anatomia patologica
- Andrologia
- Anestesia e rianimazione
- Cardiochirurgia
- Chirurgia vascolare
- Cardiochirurgia terapia intensiva
- Cardiologia emodinamica
- Cardiologia medica
- Cardiologia U.T.I.C. (Unità di terapia intensiva cardiologica)
- Chirurgia d'urgenza
- Chirurgia generale
- Chirurgia plastica
- Chirurgia senologica
- Dermatologia
- Diabetologia
- Ematologia
- Endocrinologia, malattie metaboliche e nutrizione clinica
- Endoscopia digestiva
- Farmacia
- Geriatria
- Hospice
- Laboratorio analisi clinico-chimiche e microbiologiche
- Litotrissia
- Malattie infettive
- Medicina generale
- Medicina del lavoro
- Medicina legale
- Medicina nucleare
- Medicina riabilitativa
- Medicina trasfusionale
- Nefrologia e dialisi
- Neonatologia
- Neurochirurgia
- Neurologia
- Neuroradiologia
- Oculistica
- Oncologia medica
- Ortopedia
- Otorinolaringoiatria e maxillo-facciale
- Ostetrica e ginecologia I
- Ostetrica e ginecologia II ad indirizzo oncologico
- Pediatria
- Pneumologia
- Pronto soccorso, accettazione e medicina d'urgenza
- Psicologia clinica
- Radiologia
- Reumatologia
- Terapie del dolore e cure palliative - Hospice
- Traumatologia dell'apparato locomotore
- Urologia

## Ricoveri
L'ospedale San Carlo accetta il ricovero urgente e il ricovero ordinario ovvero programmato che comprende il day hospital e il day-surgery.

## Pronto soccorso
Nel 2006 è stata inaugurata la nuova U.O. di pronto soccorso, che offre servizi di ricoveri e interventi immediati.
Nel reparto sono attive le seguenti aree:
- area triage, dove si attribuiscono priorità di accesso ai reparti per i pazienti
- area rossa, per i codici rosso e giallo, per le emergenze e i casi gravi
- area verde, per i codici verdi e bianchi, per i pazienti con condizioni meno gravi
- area di osservazione breve, dalle 12 alle 24 ore, con quattro posti letto.

## Servizi aggiuntivi
L'ospedale dispone di un auditorium di circa 400 posti ed un presidio di polizia; la struttura è dotata inoltre di una cappella, gestita da sacerdoti cattolici, che offrono conforto religioso per i pazienti. Negli atri principali dell'ospedale è attivo un servizio di hostess per l'orientamento degli utenti. Sono presenti anche un'edicola, uno sportello bancario ed un punto di bar-ristoro.